# (143579) Dérimiksa
(143579) Dérimiksa  est un astéroïde de la ceinture principale.

## Description
(143579) Derimiksa est un astéroïde de la ceinture principale. Il fut découvert le 28 mars 2003 à Piszkesteto par Krisztián Sárneczky. Il présente une orbite caractérisée par un demi-grand axe de 2,74 UA, une excentricité de 0,08 et une inclinaison de 4,2° par rapport à l'écliptique.

## Compléments